# Face to Face (chanson de Siouxsie and the Banshees)
Pour les articles homonymes, voir Face to Face.
Singles de Siouxsie and the Banshees
Fear (of the Unknown)
(1991) O Baby
(1995)
Face to Face est un single du groupe britannique Siouxsie and the Banshees. La chanson est composée par le groupe et Danny Elfman pour le film Batman : Le Défi de Tim Burton où le personnage de Catwoman est mis en avant. Le groupe enregistre le morceau à Londres puis part aux États-Unis pour assister à l'enregistrement des arrangements de cordes conçus par Elfman. La chanson paraît en juillet 1992 sur la bande originale du film. 
Tim Burton voulait que Siouxsie and the Banshees compose la chanson-titre de son film. Il demanda à la production de les contacter, commentant : « J'ai toujours été un fan – Siouxsie est une des rares femmes capable de créer un son de chat, primal et réaliste ».
Dans le clip de la chanson, Siouxsie apparaît entourée de chats, le montage alternant ces plans avec des extraits du film montrant l'actrice Michelle Pfeiffer dans le rôle de Catwoman. Le clip promotionnel devait à l'origine être dirigé par Tim Burton, mais celui-ci dut se désister à la dernière minute après que Warner Bros. lui demanda de retourner une nouvelle séquence, afin de changer la fin de son film.
La chanson est ensuite incluse sur la compilation du groupe, Twice Upon a Time: The Singles sortie fin 1992, puis est remastérisée en 2002 pour le CB The Best of Siouxsie and the Banshees.

## Listes des titres
Single 7" au Royaume-Uni et cassette
1. Face to Face
2. I Could be Again

Single 12" au Royaume-Uni
1. Face to Face (Catatonic Mix de 808 State)
2. I Could Be Again
3. Hothead

CD Single au Royaume-Uni (disponible en édition limitée digipack)
1. Face To Face
2. I Could Be Again
3. Hothead
4. Face To Face (Catatonic Mix de 808 State)

## Classements
| Classement / pays (1992)     | Meilleure position |
| ---------------------------- | ------------------ |
| UK Singles Chart             | 21                 |
| Billboard Modern Rock Tracks | 7                  |
| Suède                        | 23                 |